# Acrulia
Acrulia (лат.) — род стафилинид из подсемейства Omaliinae.

## Распространение
Встречаются в Евразии: Европа, Центральная Азия и Сибирь.

## Описание
Мелкие жуки, длина тела около 2 мм (1,70—2,60 мм у A. inflata; 2,20—2,70 мм у A. assingi; 1,59—2,03 мм у A. akbesiana). Основная окраска тела желтовато-коричневая. Тело короткое и очень выпуклое. Лоб над глазами с острым продольным килем. Боковые края переднеспинки зазубрены.

## Систематика
К роду относятся:
- вид: Acrulia akbesiana (Pic, 1898) — Турция
- вид: Acrulia angusticollis (Reitter, 1909)
  - сведён в синонимы к виду Hapalaraea pygmaea[2]
- вид: Acrulia assingi Zanetti & Shavrin, 2020 — Греция
- вид: Acrulia inflata (Gyllenhal, 1813)
- вид: Acrulia punctata (Coiffait, 1978)
  - перенесён в другой род как Dialycera punctata[3]